# Šarišská Trstená
Šarišská Trstená (maďarsky Nádfő) je obec na Slovensku v okrese Prešov. Žije zde 377 obyvatel.

## Dějiny
První písemná zmínka o obci je z roku 1345, kdy byla součástí panství Chmeľovec.
Vyznačení majetků hradního panství Šebeš v roce 1345 se z pověření krále Ludvíka I. zúčastnil i zeman Mikuláš, syn Dominika z Nadveja. Používání názvu této vesnice v přídomku Mikuláše dokazuje nejen vlastnictví majetku, ale zejména to, že Mikuláš bydlel ve zdejší kurii. Z toho je zřejmé, že místní sídliště existovalo již před rokem 1345.
Zeman Mikuláš s bratry Jakubem a Vavřincem v roce 1351 použili v predikátu název vesnice Chmeľovec a dále listina uvádí tehdejší název Chmeľovce a Nadveje v přidruženém spojení. Ze vzájemné zeměpisné polohy obou vesnic a jejich názvů vyplývá, že Nadvej vznikl na původním majetku Komlošů a byl mladším sídlištěm. Nadvejští zemané nepochybně pocházeli z větve komlošských zemanů, přičemž Nadvej vznikl jako zemanská osada, resp. vesnice. Na popud zemanů ji vybudovali poddaní z Komlošů v druhé polovině 13. nebo začátkem 14. století.
V písemnostech ze 14. – 16. stol. se vyskytuje pravidelně pod maďarským názvem Nadfó složeném ze slov: nád = třtina a fo = vyšný, horní. Název vznikl popisem zeměpisné polohy majetku resp. sídliště ležícího v horní části údolí zdejšího potoka. Nelze pochybovat o tom, že maďarský název Nadveje vytvořili místní zemané. Z maďarského názvu vznikl fonetickou úpravou slovenský název Nadvej.

### Změny v názvu obce
Název obce se v průběhu času měnil, v roce 1345 byla známá jako Nadfu, v 1351 jako Nadfeu nebo Kolmos. V letech 1773 jako Nadwej, v 1786 jako Nadfej. V roce 1927 se ještě používal název Nadwej. Od roku 1948 je obec dodnes známá jako Šarišská Trstená.

### Poloha obce
Obec leží na jihozápadních svazích Nízkých Beskyd v údolí Šarišského potoka, který se jmenuje Trstianka. Povrch odlesněných katastru je mírně zvlněný až mírně členitý. Nadmorská výška je ve středu obce 400 m n. m., v katastru 300–640 m n. m. Nejvyšší vrch nad obcí se jmenuje Haľagoš a má 642 metrů. Obec ze severu lemují většinou smíšené lesy.

### Obyvatelstvo
V roce 1869 měla obec 63 obyvatel.
V roce 1880 měla 39 obyvatel.
V roce 1900 měla obec 72 obyvatel.
V roce 1910 to bylo 76 obyvatel.
V roce 1921 měla 75 obyvatel.
V roce 1940 měla obec 117 obyvatel.
V roce 1961 to bylo 179 obyvatel.
V roce 1971 měla 208 obyvatel.
V roce 2003 měla obec 270 obyvatel.
Momentálně má obec 289 obyvatel.

### Kultura a rozvoj obce
V roce 1994 se začal budovat kulturní dům. Dostavěl se v roce 2009. V naší obci není žádný folklorní soubor. Nyní se začíná v naší obci velký projekt na náš rozvoj. Peníze, více než 10 milionů eur pro nás z eurofondů zajistila MAS Šafrán.
Peníze se využijí ke zkulturnění obce.

### Životní prostředí
V obci, ani v blízkém okolí se nenachází žádný větší podnik, který by znečistí životní prostředí. Znečišťují si ho pouze občané sami tím, že spalují některé škodlivé látky vypouštějí odpadní vody do potoka atd. Při místním potoku vznikají divoké skládky. To se snad zlepší vybudováním kanalizace a čističky odpadních vod. V obci se pořádá i separovaný sběr.
V obci se nachází kostel Krista Krále, kaple sv. Jana Nepomuckého a hřbitov. Je zde i obchod se smíšeným zbožím, obecní úřad, kulturní dům a multifunkční hřiště.

## Osobnosti

### Významné osobnosti
- Mons. Štefan Fogaš

## Fotografie

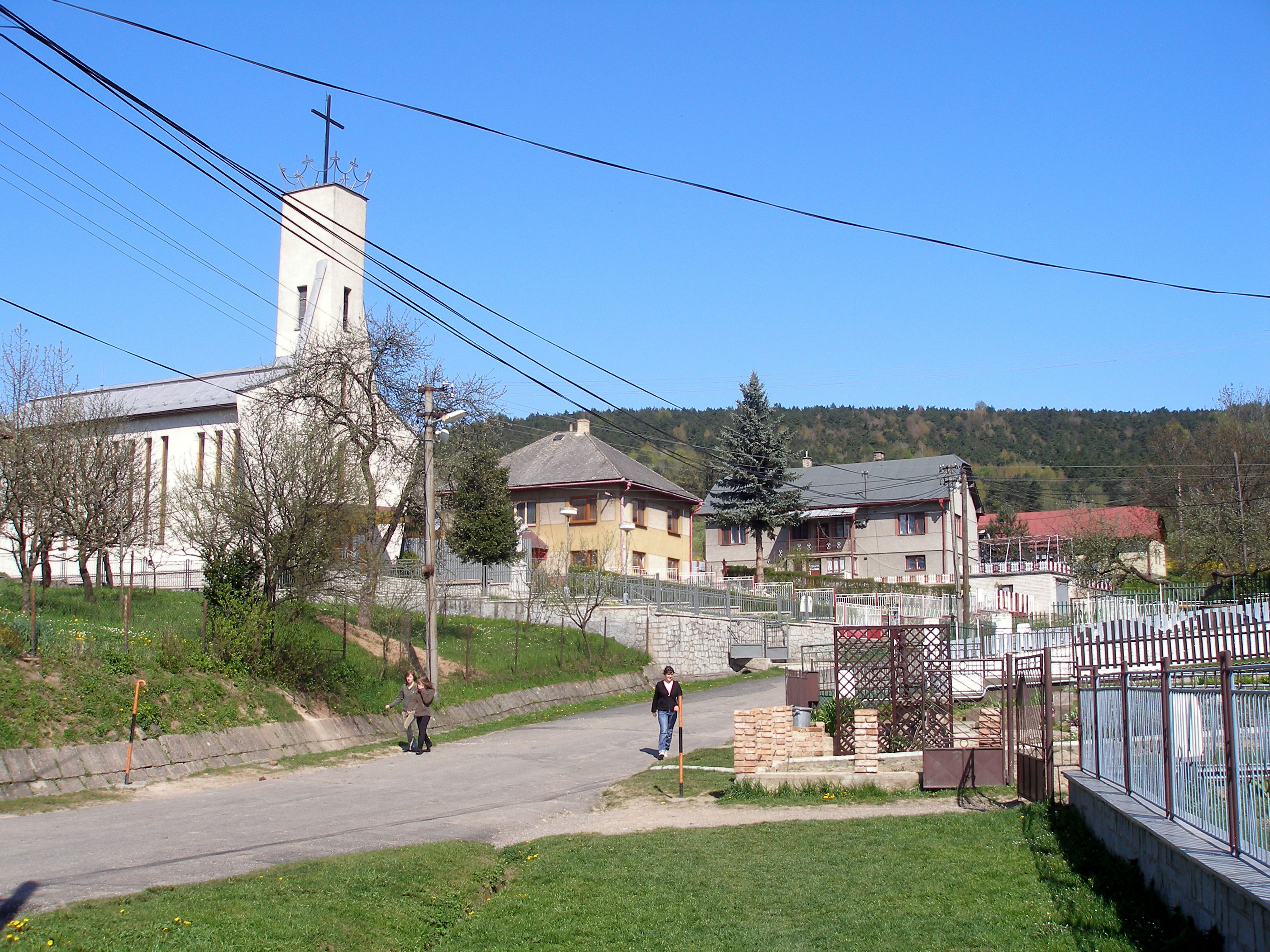
naša dedina
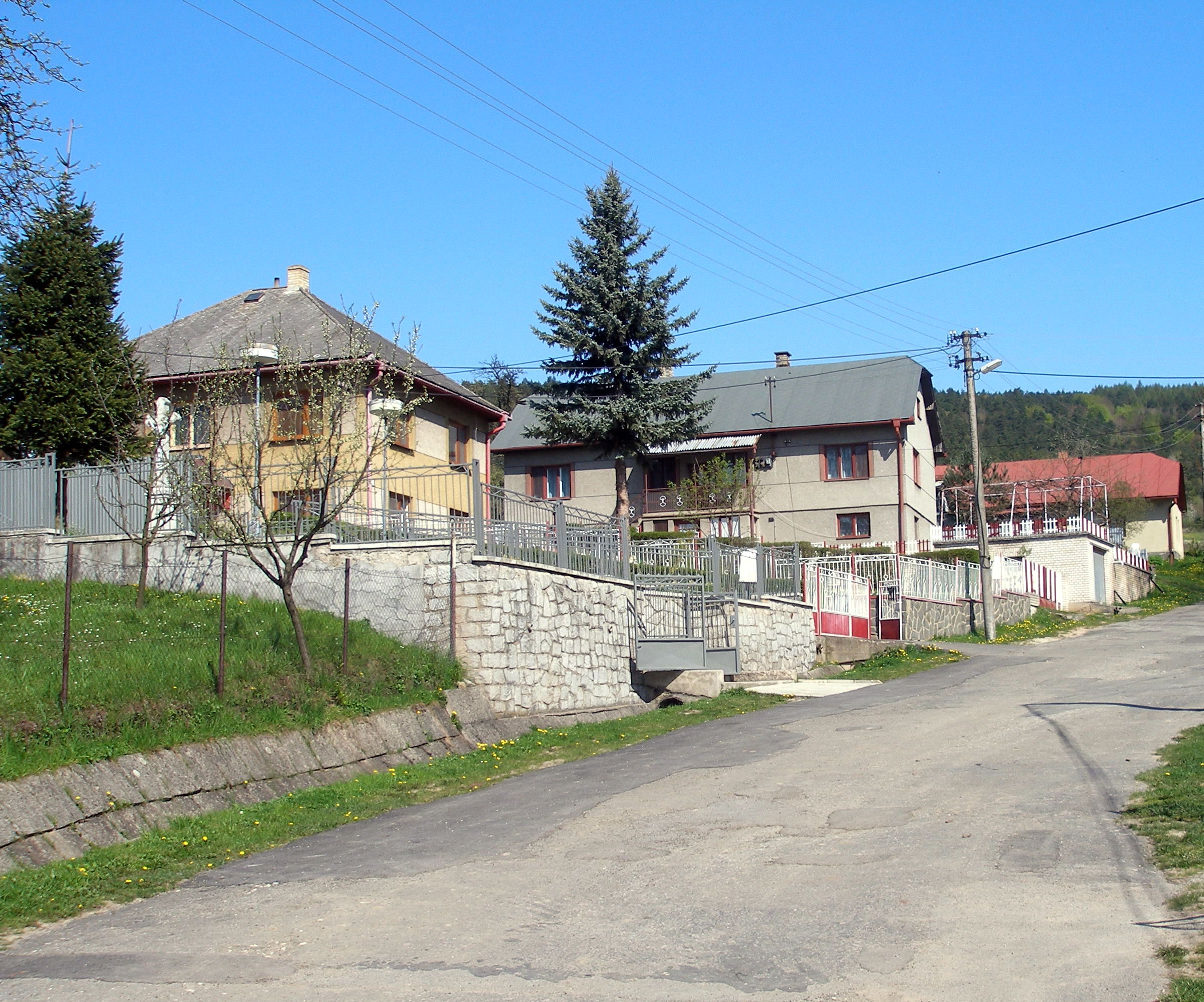
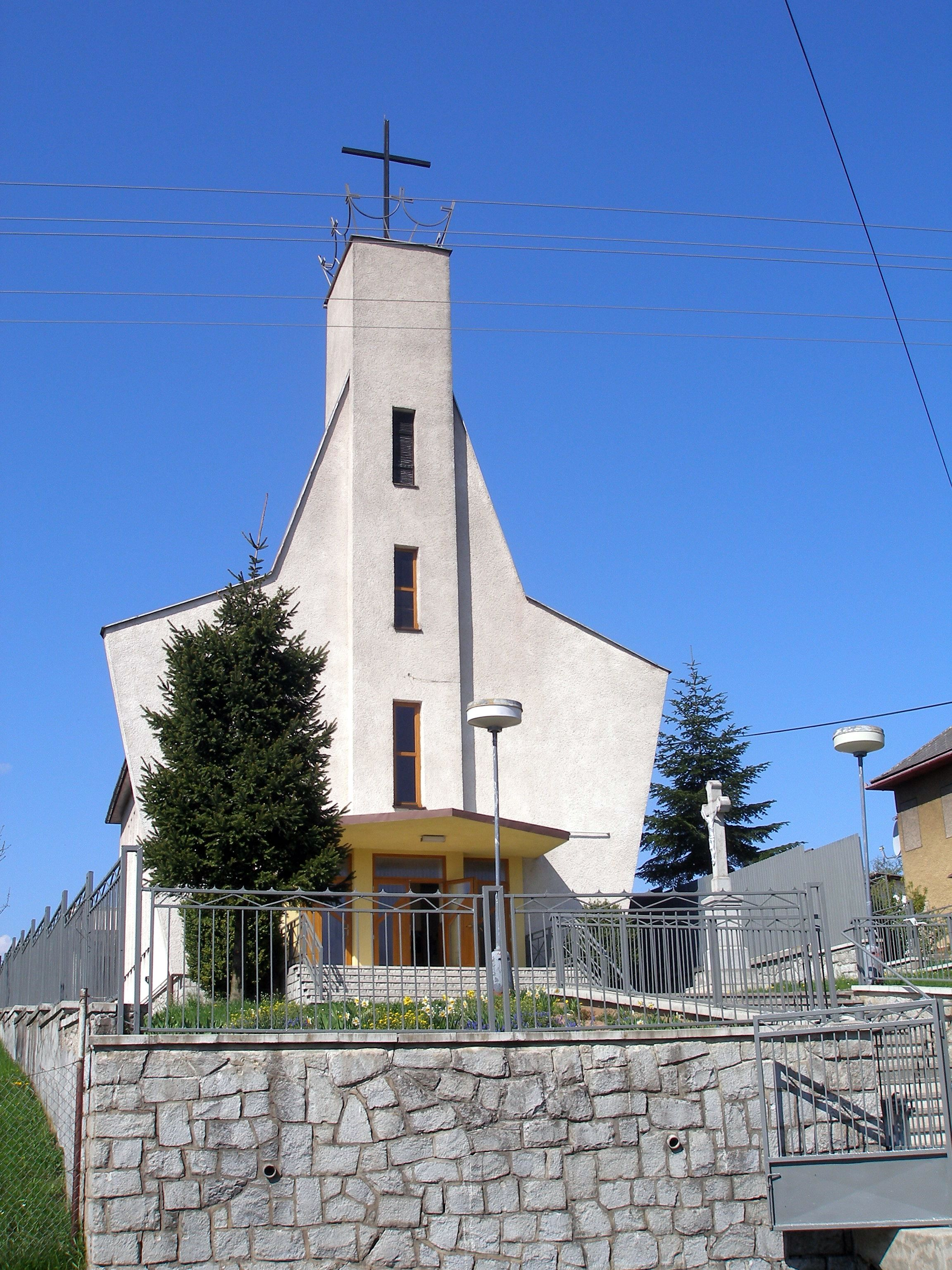
kostol Krista Kráľa
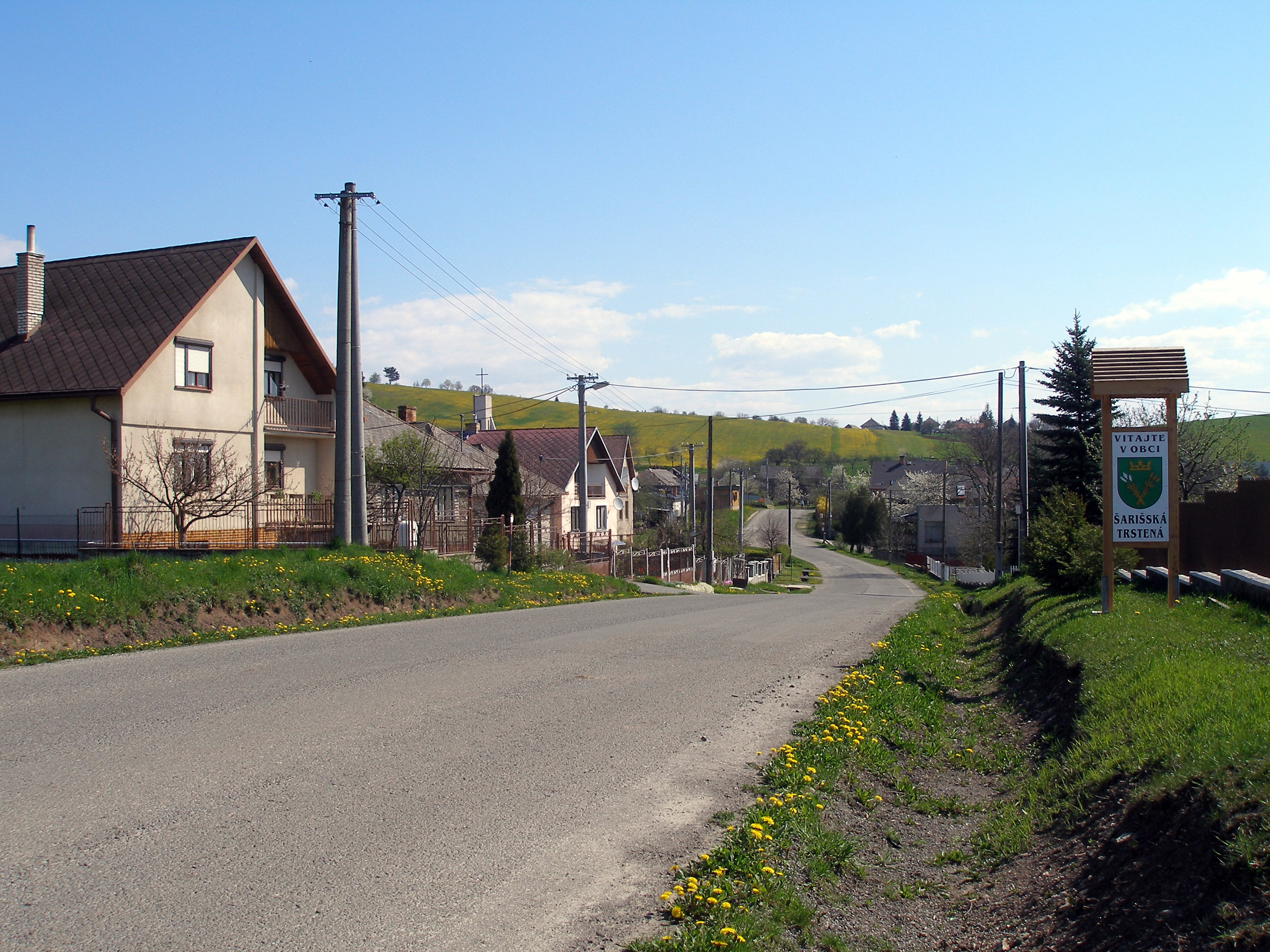